# Кравцов Роман Анатолійович
Рома́н Анато́лійович Кравцо́в (26 грудня 1979-29 серпня 2014) — старший солдат Збройних сил України, учасник російсько-української війни.

## З життєпису
Народився 1979 року в місті Запоріжжя. Здобув неповну середню освіту в запорізькій ЗОШ № 26. Працював на Запорізькому електровозоремонтному заводі слюсарем; військова кваліфікація — механік телефонних станцій та телефонної апаратури.
У часі війни мобілізований 2 квітня 2014 року — телефоніст, 93-окрема механізована бригада.
Загинув 29 серпня 2014-го під час виходу з оточення поблизу Іловайська. Поранених бійців добивали російські бойовики, які під'їхали до місця бою на легкових машинах.
Похований в Кушугумі на Кушугумському цвинтарі.

## Нагороди і вшанування
- 14 листопада 2014 року за особисту мужність і героїзм, виявлені у захисті державного суверенітету та територіальної цілісності України, вірність військовій присязі під час російсько-української війни, відзначений — нагороджений орденом «За мужність» III ступеня.
- Його портрет розміщений на меморіалі «Стіна пам'яті полеглих за Україну» у Києві: секція 3, ряд 7, місце 28
- Вшановується 29 серпня на щоденному ранковому церемоніалі вшанування українських захисників, які загинули цього дня у різні роки внаслідок російської збройної агресії[1]
- 24 травня 2016 року в Запорізькій школі № 23 відкрито меморіальну дошку на честь Романа Кравцова
- 9 листопада 2016 року нагороджений орденом «За заслуги перед Запорізьким краєм» III ступеня (посмертно)